# Metod Tomac
Metod Tomac, slovenski hornist in pedagog, * 23. september 1968, Koper.
Na Akademiji za glasbo v Ljubljani je leta 1992 končal študij v razredu prof. Jožeta Falouta. Izpopolnjeval se je v Firenzah pri Vinku Globokarju  Od leta 1989 je član orkestra Slovenske filharmonije. Je član pihalnega kvinteta Slowind. Poučuje na ljubljanskem KGBL. Leta 2003 je s sočlani pihalnega kvinteta Slowind prejel nagrado Prešernovega sklada.
Njegovi sorojenci so flavtistka Anamarija Tomac, glasbena pedagoginja Mateja Tomac Calligaris in arhitekt Milan Tomac.